# روبن غروسمان
روبن غروسمان هو لاعب هوكي جليد سويسري، ولد في 17 أغسطس 1987 في أراو في سويسرا.

## وصلات خارجية
- روبن غروسمان على موقع EliteProspects.com (الإنجليزية)
- روبن غروسمان على موقع Eurohockey.com (الإنجليزية)
- روبن غروسمان على موقع HockeyDB.com (الإنجليزية)